# Saint-Quentin-en-Tourmont
Saint-Quentin-en-Tourmont és un municipi francès del departament del Somme, als Alts de França. França.

## Geografia

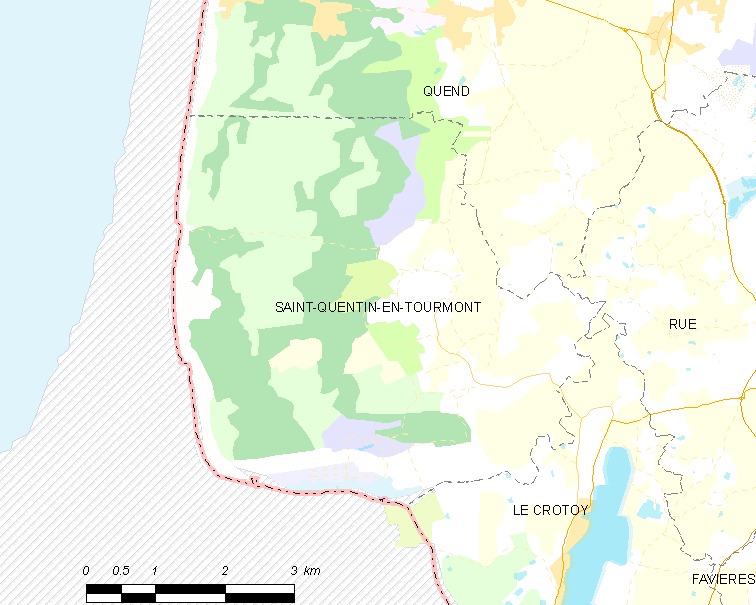

Dins el municipi hi ha el Parc de Marquenterre. El municipi està al cantó de Rue, al districte d'Abbeville. El seu codi postal és el 80120.
La seva situació geogràfica és a 50º17'08 de latitud nord i a 1º35'25 de longitud oest. Està entre 2 i 36 metres d'altitud sobre el nivell del mar. El Municipi té una superfície de 32,89 km² i el 1999 tenia 334 habitants.

## Història
La vila fou envaïda per les arenes moltes vegades, sobretot el 1778, any en què la sorra va arribar fins a les finestres de les cases.

## Demografia

dunes blanques

1962 - 300 habs / 1975 - 261 habs / 1990 - 309 habs / 1999 - 334 habs.

## Patrimoni i turisme

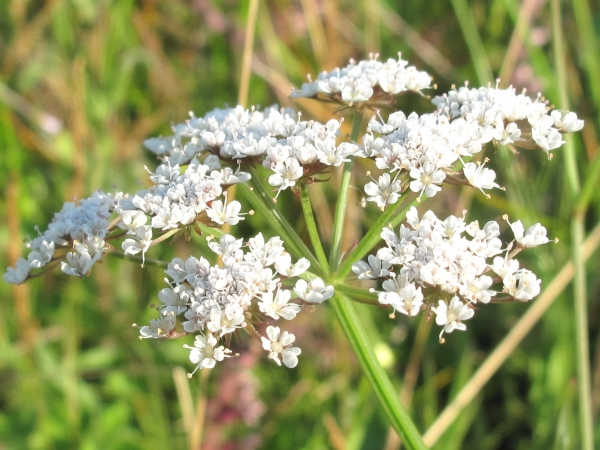

- Parc Ornitològic de Marquenterre (1973)
- Reserva natural de la Baia de Somme (1994), que inclou el parc de Marquenterre, 250 hectàrees de dunes, boscos i aiguamolls.
- Massis de dunes de Marquenterre, l'aiguamoll de Crotoy i l'estany adjacent.
- Església de Sant Quintí (S. XVII).

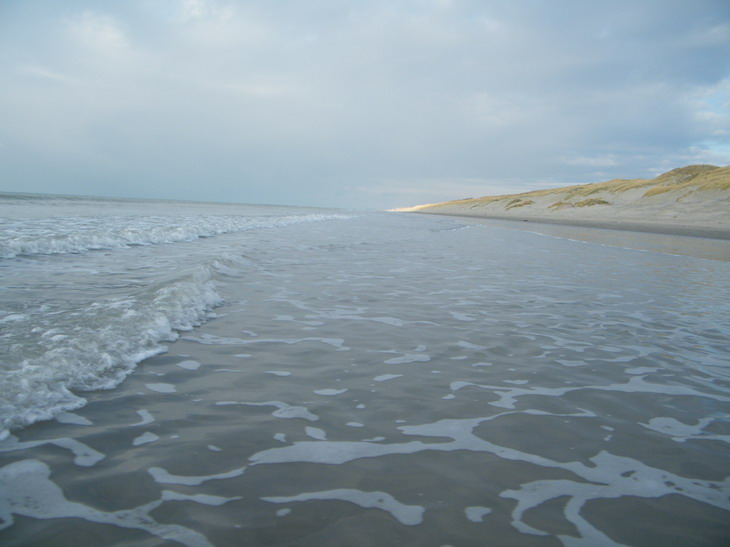
platja de dunes

- Festes patronals: 8 de desembre.

## Referències

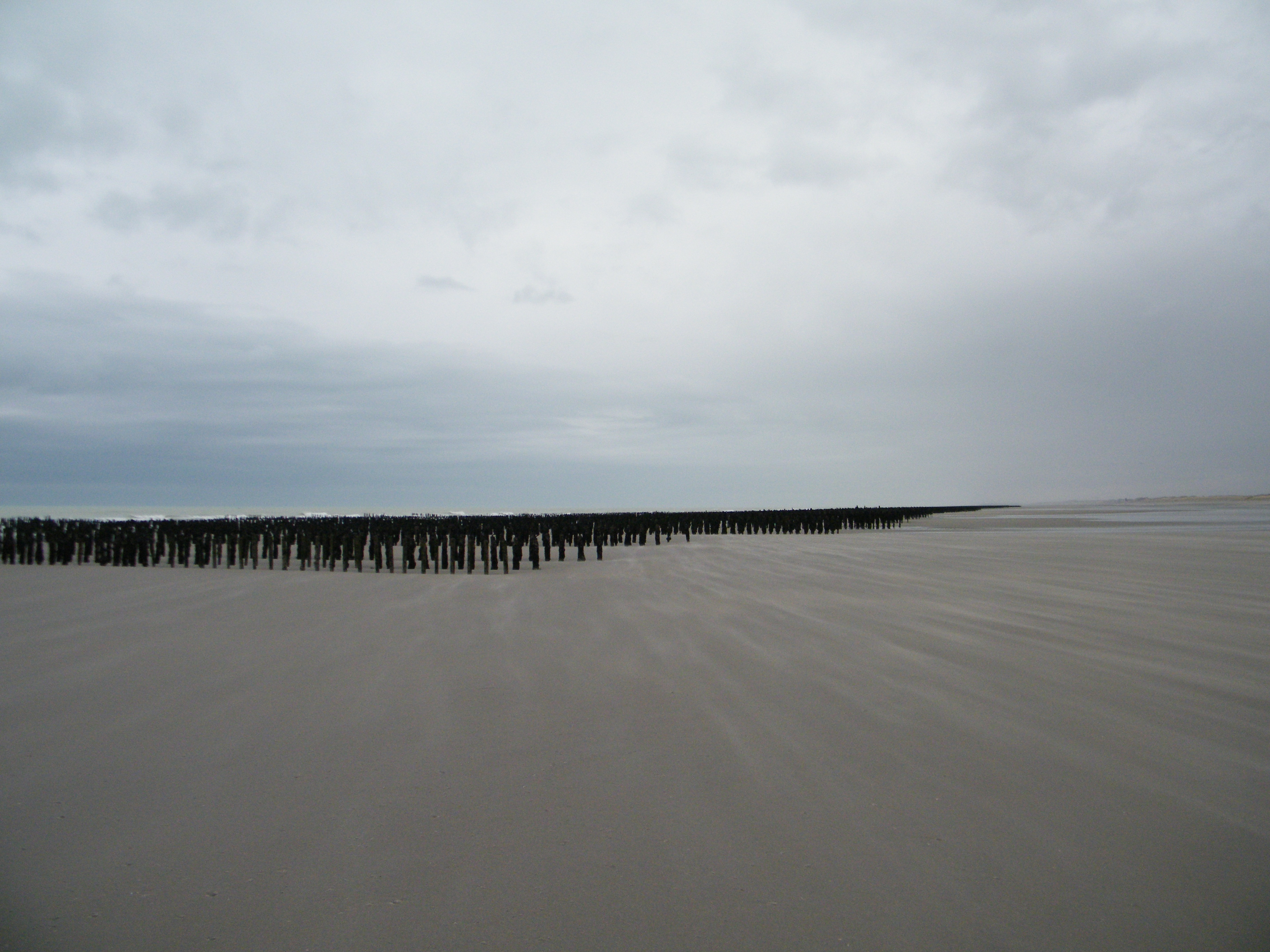

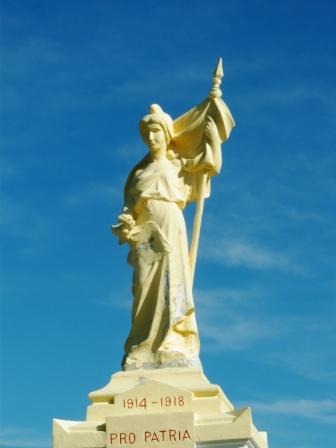

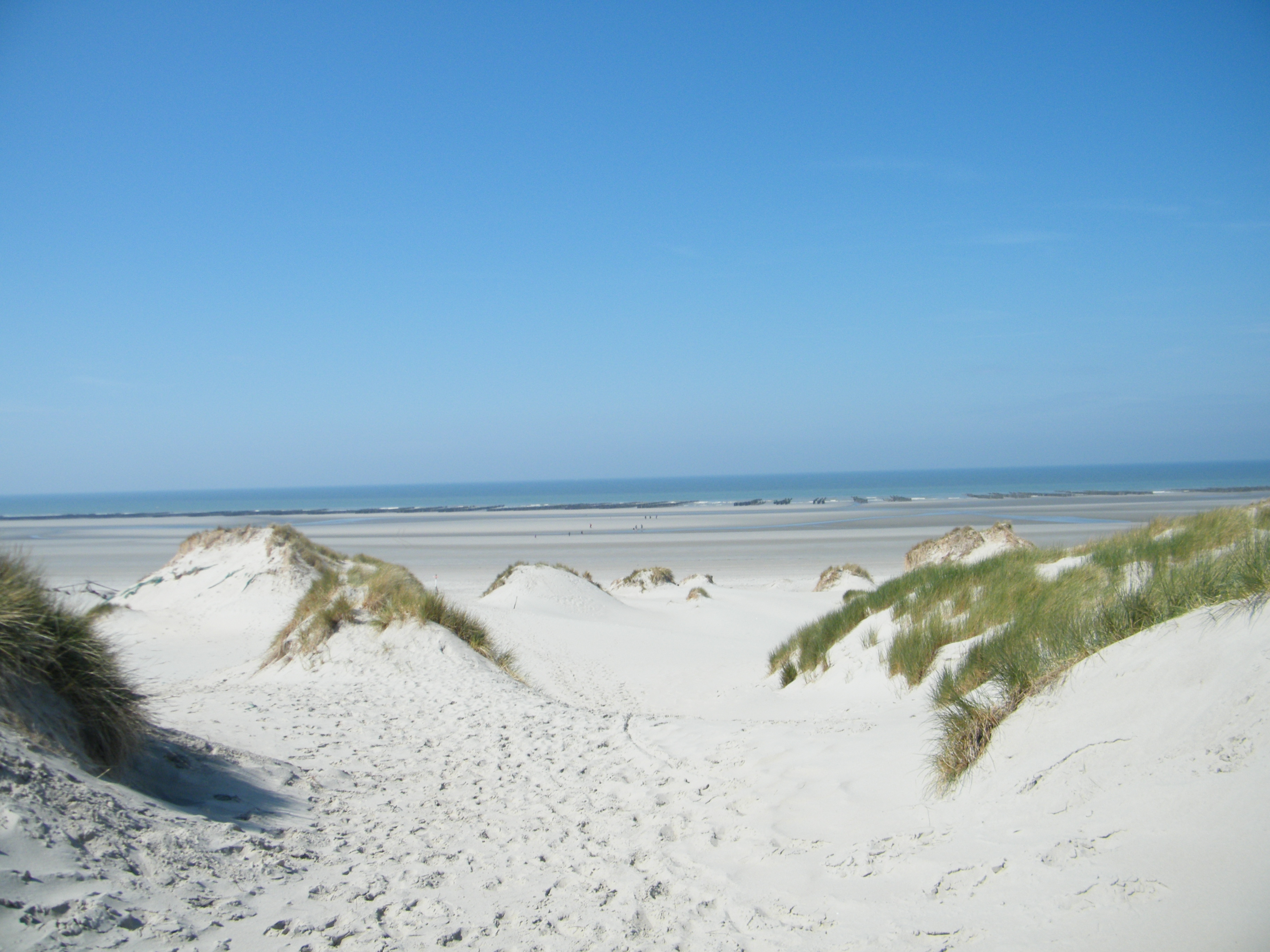